# Overflowing River
Overflowing River är ett vattendrag i provinserna Saskatchewan och Manitoba i Kanada. Det rinner österut från Overflow Lake i Saskatchewan till Overflow Bay i Lake Winnipegosis i Manitoba.